# Universitat d'Ariel

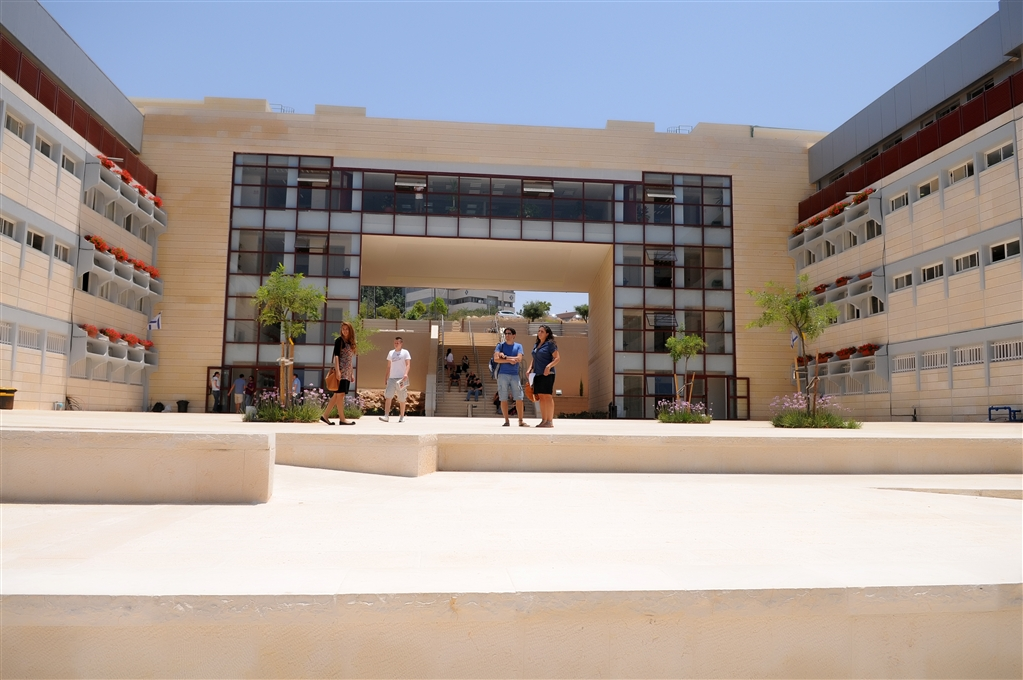
Campus de la Universitat d'Ariel.

La Universitat d'Ariel (en hebreu: אוניברסיטת אריאל) és una universitat israeliana situada en l'assentament israelià d'Ariel a Cisjordània. La Universitat d'Ariel es va fundar el 1982 com una sucursal regional de la Universitat Bar-Ilan. El campus va ser traslladat a Ariel. En el curs acadèmic 2004-2005, l'afiliació amb la Universitat Bar-Ilan va acabar, i Ariel va esdevenir una universitat independent.
En 2011, el campus tenia una població estudiantil de 14.000, amb una sucursal a Tel-Aviv. Tots els graus són reconeguts pel consell per a l'educació superior a Israel. La Universitat d'Ariel coopera amb organitzacions internacionals i universitats de tot el món.
El 17 de juliol de 2012, el consell per a l'Educació superior a Judea i Samaria va votar a favor de donar al campus l'estatus d'universitat. Aquest moviment va ser elogiat pel Primer ministre Benjamí Netanyahu, el ministre d'educació, Gideon Saar, el ministre d'afers exteriors, Avigdor Lieberman, i alguns membres de la Kenésset, així com el matemàtic guanyador del Premi Nobel d'Economia, Robert Aumann. El consell de presidents d'universitats israelianes va condemnar la mesura.
En 2013, una enquesta va mostrar que el 65 % de l'opinió pública a Israel recolzava el reconeixement de la Universitat d'Ariel com la vuitena universitat d'Israel.
En 2014, la Universitat d'Ariel va iniciar un programa de Doctorat. La universitat té 26 departaments d'estudi, impartits en tres facultats i en tres escoles. La Universitat d'Ariel ofereix la Llicenciatura en Administració d'Empreses. La universitat i el seu personal han estat objecte de boicots, tant a Israel com a l'estranger, per la seva ubicació en els territoris palestins ocupats.